# Marvin Jay Greenberg

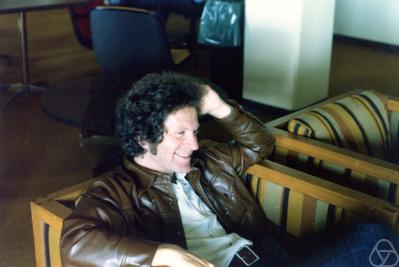
Marvin Greenberg

Marvin Jay Greenberg (* 22. Dezember 1935 in New York City; † 12. Dezember 2017 in Berkeley) war ein US-amerikanischer Mathematiker.
Greenberg studierte an der Columbia University mit dem Bachelor-Abschluss 1955 (als Undergraduate war er Ford Scholar) und wurde 1959 an der Princeton University bei Serge Lang promoviert (Pro-Algebraic Structure on the Rational Subgroup of a P-Adic Abelian Variety). Ab 1955 war er Assistent in Princeton, 1958 Assistant an der Universität Chicago und 1958/59 Instructor an der Rutgers University. Von 1959 bis 1964 war er Assistant Professor an der University of California, Berkeley, wobei er 1961 und 1964/65 als Research Fellow der National Science Foundation an der Harvard University war und 1961/62 in Paris und am IHES, wo er am Seminar von Alexander Grothendieck teilnahm. Von 1965 bis 1967 war er Associate Professor an der Northeastern University und ab 1967 Associate Professor und später Professor an der University of California, Santa Cruz. Er ging 1992 vorzeitig in den Ruhestand und wohnte in Berkeley.
Er befasste sich mit algebraischer Geometrie (dort benannte Jean-Pierre Serre einen von Greenberg entdeckten Funktor nach ihm und Julien Sebag und Johannes Nicaise einen Approximationssatz in der arithmetischen algebraischen Geometrie (1965)), algebraischer Zahlentheorie, algebraischer Topologie, nichteuklidischer und euklidischer Geometrie und mathematischer Logik (Satz von Ax und Kochen).
Er war bekannt für Lehrbücher über nichteuklidische Geometrie und algebraische Topologie.
Er übersetzte das Lehrbuch Corps Locaux von Jean-Pierre Serre über lokale Körper ins Englische (Local Fields).
Er war passionierter Golfer und Gründungsmitglied der Shivas Irons Golf Society.

## Schriften
- Lectures on Algebraic Topology, Benjamin 1967
  - Erweitert mit John R. Harper: Algebraic topology: a first course. Benjamin/Cummings, Reading (Massachusetts) 1981, ISBN 0-8053-3558-7.
- Lectures on Forms in many variables, Benjamin 1969[4]
- Euclidean and Non-Euclidean Geometries: Development and History, Freeman 1974, 4. Auflage 2007
- Old and New Results in the Foundations of Elementary Euclidean and Non-Euclidean Geometries, American Mathematical Monthly, Band 117,  März 2010, S. 189–219 (erhielt 2011 den Lester Randolph Ford Award[5])